# Koen Van Langendonck
Koen Van Langendonck (Neerpelt, 9 giugno 1989) è un calciatore belga, portiere del Westerlo.

## Carriera
Van Langendonck ha iniziato la sua carriera calcistica con il Bocholt in Derde klasse, con cui ha disputato due stagioni. Nel 2012 è stato acquistato dal Beerschot con cui ha debuttato in Pro League il 22 settembre nell'incontro vinto 2-1 contro il Kortrijk.
Al termine della stagione è passato al Westerlo dove ha ricoperto il ruolo di portiere titolare nelle successive sei stagioni, scalando al ruolo di riserva a partire dalla stagione 2019-2020.

## Statistiche

### Presenze e reti nei club
Statistiche aggiornate al 15 marzo 2024.
| Stagione        | Squadra         | Campionato      | Campionato | Campionato | Coppe nazionali | Coppe nazionali | Coppe nazionali | Coppe continentali | Coppe continentali | Coppe continentali | Altre coppe | Altre coppe | Altre coppe | Totale | Totale | Totale |
| Stagione        | Squadra         | Comp            | Pres       | Reti       | Comp            | Pres            | Reti            | Comp               | Pres               | Reti               | Comp        | Pres        | Reti        | Pres   | Reti   |        |
| --------------- | --------------- | --------------- | ---------- | ---------- | --------------- | --------------- | --------------- | ------------------ | ------------------ | ------------------ | ----------- | ----------- | ----------- | ------ | ------ | ------ |
| 2010-2011       | Bocholt         | D3              | 33         | -26        | CB              | 0               | 0               |                    | -                  | -                  |             | -           | -           | 33     | -26    |        |
| 2011-2012       | Bocholt         | D3              | 32         | -37        | CB              | 0               | 0               |                    | -                  | -                  |             | -           | -           | 32     | -37    |        |
| 2012-2013       | Beerschot       | D1              | 10         | -21        | CB              | 1               | -1              |                    | -                  | -                  |             | -           | -           | 11     | -22    |        |
| 2013-2014       | Westerlo        | D2              | 34         | -23        | CB              | 5               | -9              |                    | -                  | -                  |             | -           | -           | 39     | -32    |        |
| 2014-2015       | Westerlo        | D1              | 33         | -63        | CB              | 0               | 0               |                    | -                  | -                  |             | -           | -           | 33     | -63    |        |
| 2015-2016       | Westerlo        | D1              | 29         | -59        | CB              | 2               | -3              |                    | -                  | -                  |             | -           | -           | 31     | -62    |        |
| 2016-2017       | Westerlo        | D1              | 28         | -59        | CB              | 0               | 0               |                    | -                  | -                  |             | -           | -           | 28     | -59    |        |
| 2017-2018       | Westerlo        | D2              | 23         | -21        | CB              | 0               | 0               |                    | -                  | -                  |             | -           | -           | 23     | -21    |        |
| 2018-2019       | Westerlo        | D2              | 36         | -47        | CB              | 0               | 0               |                    | -                  | -                  |             | -           | -           | 36     | -47    |        |
| 2019-2020       | Westerlo        | D2              | 6          | -6         | CB              | 2               | -3              |                    | -                  | -                  |             | -           | -           | 8      | -9     |        |
| 2020-2021       | Westerlo        | D2              | 5          | -5         | CB              | 1               | -1              |                    | -                  | -                  |             | -           | -           | 6      | -6     |        |
| 2021-2022       | Westerlo        | D2              | 2          | -3         | CB              | 3               | -5              |                    | -                  | -                  |             | -           | -           | 5      | -8     |        |
| 2022-2023       | Westerlo        | D1              | 0          | 0          | CB              | 0               | 0               |                    | -                  | -                  |             | -           | -           | 0      | 0      |        |
| 2023-2024       | Westerlo        | D1              | 0          | 0          | CB              | 0               | 0               |                    | -                  | -                  |             | -           | -           | 0      | 0      |        |
| Totale carriera | Totale carriera | Totale carriera | 271        | -370       |                 | 14              | -22             |                    | -                  | -                  |             | 4           | 0           | 285    | -392   |        |

## Palmarès

### Competizioni nazionali
- Tweede klasse: 2

Westerlo: 2013-2014, 2021-2022